# Сучевени
Сучевени —  село в Україні, в Чернівецькому районі Чернівецької області. Центр Сучевенської сільської громади.

## Історія
Перше засвідчення про село в документах від 1431 року, виданих під час правління Олександра Доброго, правителя Молдавського князівства.
Село згадується 15 червня 1431 року як Томінці («Томинци») у складі маєткового комплексу  дворника (рум. ворника)  Івана Купчича, резиденцією якого було сусіднє село Купка.  У грамоті від 1490 року уточнюється, що село Томінці розміщувалося на  Сірецелі – Малому Сереті. 
Після анексії Буковини Імперією Габсбургів у 1775 році, Сучевени увійшли до складу Сторожинецького округу, Буковинського герцогства.
За переписом близько 1800 року в селі було 70-80 будинків, а до 1840 їх кількість збільшилася до 100-110 будинків.
В австрійський період   вживалося три офіційні назви села – укр. Сучавани, рум. Suceavenii, нім. Suczaweny. За місцевим переказом, назва походить від прізвища  вихідця із Сучави  землевласника Сучевана. 
Після приєднання 1918 року Буковини до Румунії, Сучевени стала частиною Королівства Румунії.
28 червня 1940 року Північну Буковину було окуповано радянськими військами.
У 1946 році радянська влада змінила назву села Сучевени на Широка Поляна.
З 24 серпня 1991 року село входить до складу незалежної України.
2 березня 1995 року Верховна Рада України змінила назву села з Широкої Поляни на історичну назву Сучевени.

## Населення
Під час перепису 1989 року більшість мешканців оголосили себе румунами за національністю.
Населення за переписом 2001 року становило 1661 особу.

## Світлини

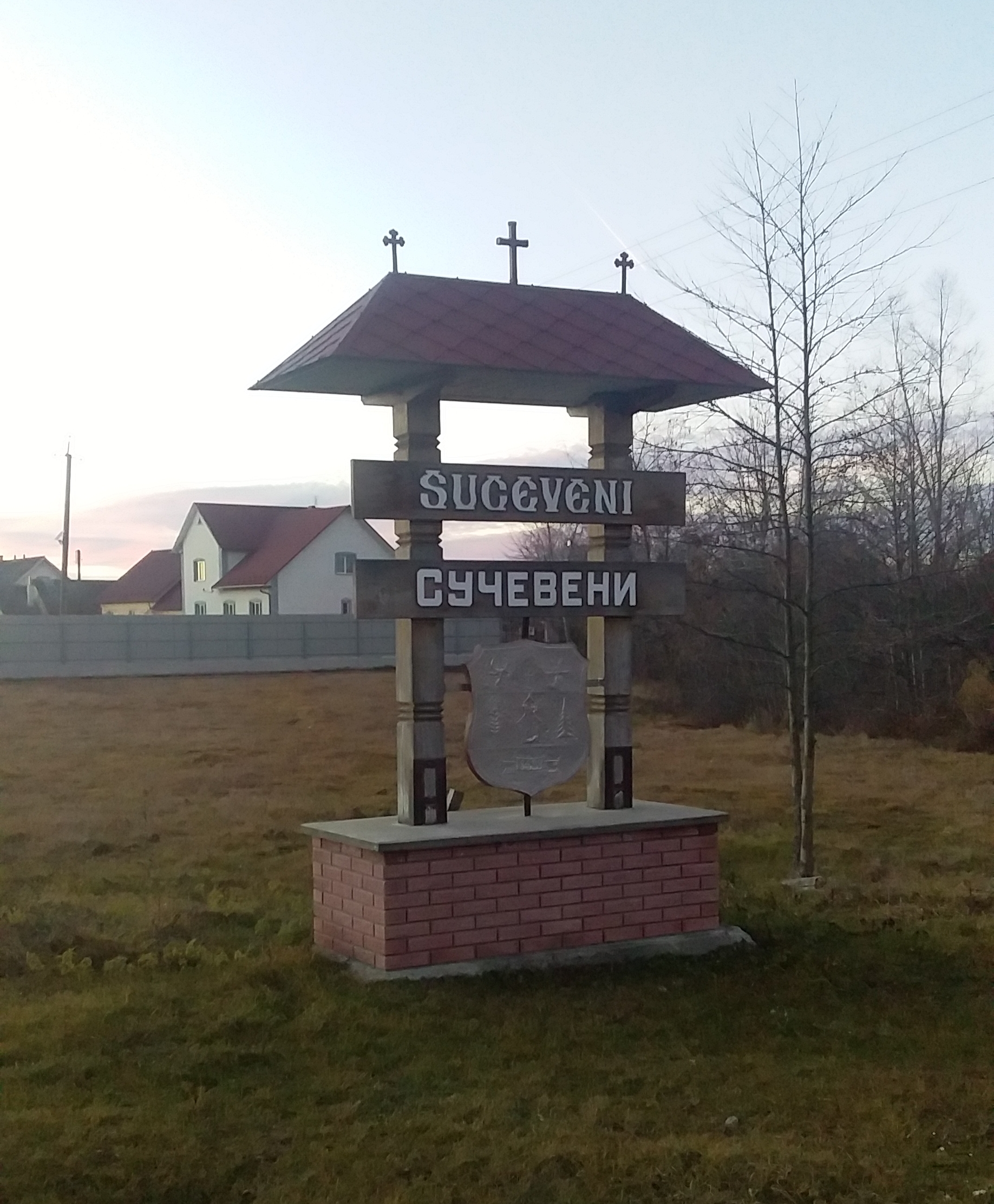
Знак с. Сучевени
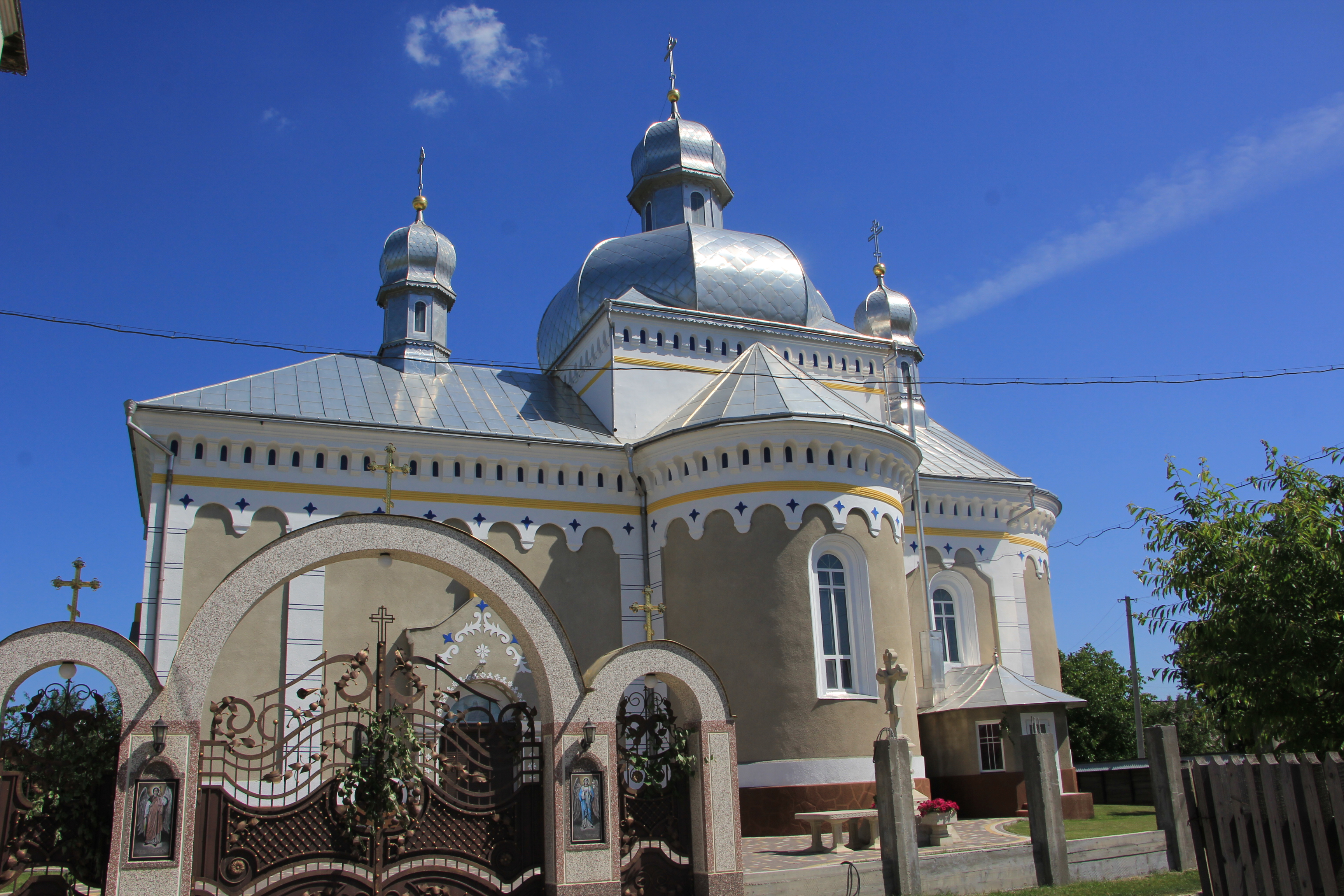
Нова мурована церква с. Сучевени
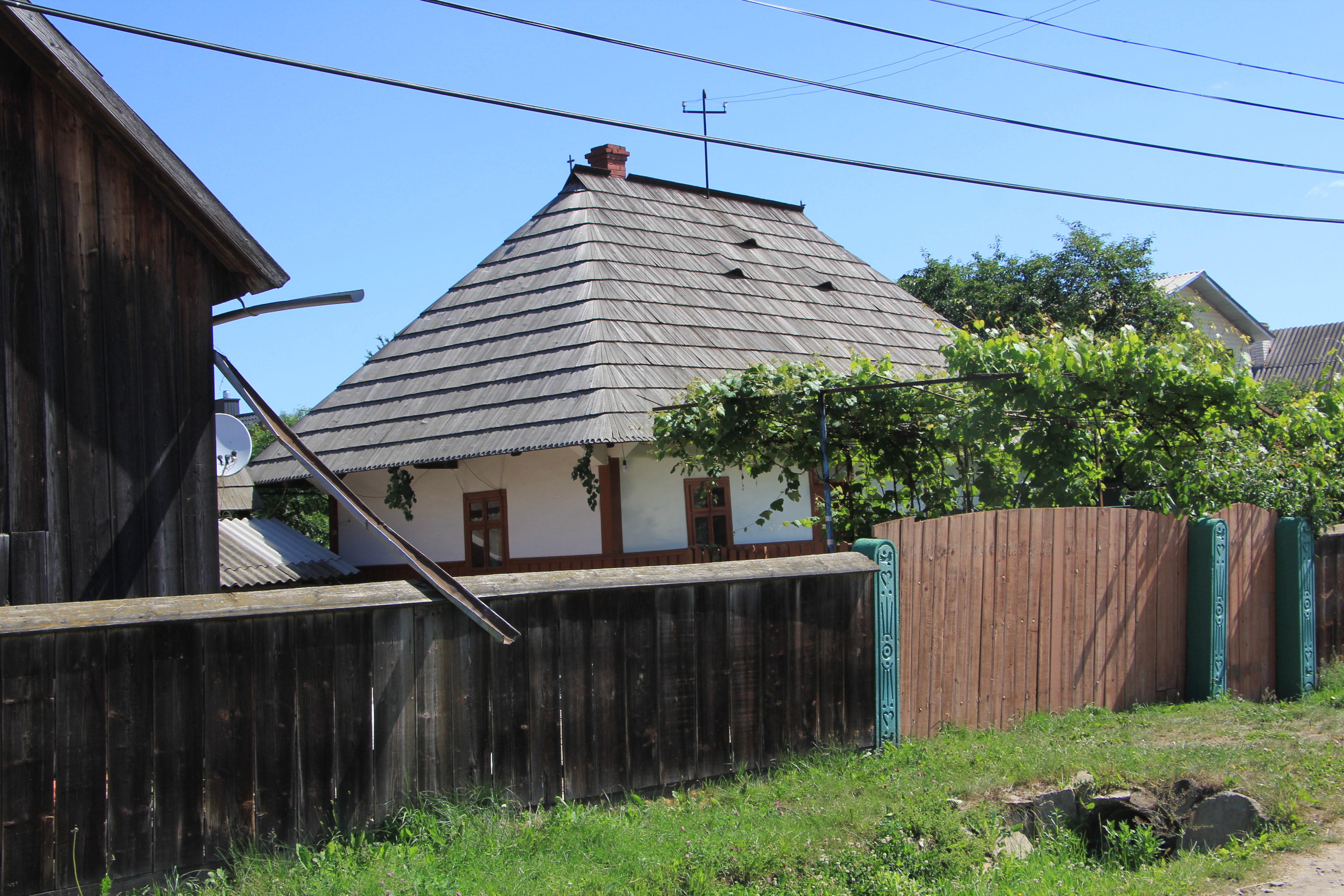
Стара хата с. Сучевени